# Villegusien-le-Lac (comuna delegada)
Villegusien-le-Lac era una comuna francesa situada en el departamento de Alpes Marítimos, de la región de Provenza-Alpes-Costa Azul, que el 1 de enero de 2016 pasó a ser una comuna delegada de la comuna nueva de Villegusien-le-Lac al fusionarse con la comuna de Heuilley-Cotton.

## Demografía
| Gráfica de evolución demográfica de Villegusien-le-Lac entre 1800 y 2013 |
|                                                                          |

Los datos demográficos contemplados en este gráfico de la comuna de Villegusien-le-Lac se han cogido de 1800 a 1999 de la página francesa EHESS/Cassini, y los demás datos de la página del INSEE.